# Lukavec Sutlanski
 Lukavec Sutlanski  falu Horvátországban Zágráb megyében. Közigazgatásilag  Dubravicához tartozik.

## Fekvése
Zágrábtól 24 km-re északnyugatra, községközpontjától 1 km-re északra, a Szutla völgyében, a szlovén határ közelében fekszik.

## Története
A falunak 1857-ben 106, 1910-ben 225 lakosa volt. Trianon előtt Zágráb vármegye Zágrábi járásához tartozott. 2011-ben 135 lakosa volt.

## Lakosság
| Lakosság változása | Lakosság változása | Lakosság változása | Lakosság változása | Lakosság változása | Lakosság változása | Lakosság változása | Lakosság változása | Lakosság változása | Lakosság változása | Lakosság változása | Lakosság változása | Lakosság változása | Lakosság változása | Lakosság változása | Lakosság változása |
| ------------------ | ------------------ | ------------------ | ------------------ | ------------------ | ------------------ | ------------------ | ------------------ | ------------------ | ------------------ | ------------------ | ------------------ | ------------------ | ------------------ | ------------------ | ------------------ |
| 1857               | 1869               | 1880               | 1890               | 1900               | 1910               | 1921               | 1931               | 1948               | 1953               | 1961               | 1971               | 1981               | 1991               | 2001               | 2011               |
| 106                | 143                | 146                | 192                | 209                | 225                | 223                | 295                | 248                | 217                | 185                | 174                | 157                | 158                | 158                | 135                |

## Külső hivatkozások
Dubravica község hivatalos oldala